# Internationale Filmfestspiele von Cannes 1977
Die 30. Internationalen Filmfestspiele von Cannes 1977 fanden vom 13. Mai bis zum 27. Mai 1977 statt.

## Wettbewerb
Im Wettbewerb des diesjährigen Festivals wurden folgende Filme gezeigt:
| Filmtitel                                      | Regisseur                  | Produktionsland                  | Darsteller (Auswahl)                               |
| Der amerikanische Freund                       | Wim Wenders                | Deutschland, Frankreich          | Dennis Hopper, Bruno Ganz, Lisa Kreuzer            |
| Bang!                                          | Jan Troell                 | Schweden                         |                                                    |
| Ein besonderer Tag                             | Ettore Scola               | Italien, Kanada                  | Sophia Loren, Marcello Mastroianni, John Vernon    |
| Black Joy                                      | Anthony Simmons            | Großbritannien                   |                                                    |
| Un Borghese piccolo piccolo                    | Mario Monicelli            | Italien                          | Alberto Sordi, Shelley Winters                     |
| Budapester Legende                             | István Szabó               | Ungarn                           | Ági Mészáros, Maja Komorowska, András Bálint       |
| Car Wash – Der ausgeflippte Waschsalon         | Michael Schultz            | USA                              |                                                    |
| La communion solennelle                        | René Féret                 | Frankreich                       |                                                    |
| Dieses Land ist mein Land                      | Hal Ashby                  | USA                              | David Carradine, Ronny Cox                         |
| Drei Frauen                                    | Robert Altman              | USA                              | Shelley Duvall, Sissy Spacek                       |
| Die Duellisten                                 | Ridley Scott               | Großbritannien                   | Keith Carradine, Harvey Keitel, Albert Finney      |
| Elisa, mein Leben                              | Carlos Saura               | Spanien                          | Geraldine Chaplin, Fernando Rey                    |
| Gruppenbild mit Dame                           | Aleksandar Petrović        | Frankreich, Deutschland          | Romy Schneider, Brad Dourif, Michel Galabru        |
| Iphigenie                                      | Michael Cacoyannis         | Griechenland                     | Tatiana Papamoschou, Irene Papas                   |
| J.A. Martin Fotograf (J.A. Martin photographe) | Jean Beaudin               | Kanada                           | Monique Mercure                                    |
| Die Spur der Jäger                             | Theo Angelopoulos          | Frankreich, Griechenland         |                                                    |
| Kicma                                          | Vlatko Gilic               | Jugoslawien                      |                                                    |
| Der Lastwagen                                  | Marguerite Duras           | Frankreich                       | Marguerite Duras, Gérard Depardieu                 |
| Das malvenfarbene Taxi                         | Yves Boisset               | Frankreich, Irland, Italien      | Charlotte Rampling, Philippe Noiret, Peter Ustinov |
| Padre Padrone – Mein Vater, mein Herr*         | Paolo und Vittorio Taviani | Italien                          |                                                    |
| Podranki                                       | Nikolai Gubenko            | Sowjetunion                      |                                                    |
| Die Spitzenklöpplerin                          | Claude Goretta             | Frankreich, Schweiz, Deutschland | Isabelle Huppert, Annemarie Düringer               |

* = Goldene Palme

## Internationale Jury
In diesem Jahr war der italienische Regisseur Roberto Rossellini Jurypräsident. Er stand folgender Jury vor: N'Sougan Agblemagnon, Anatole Dauman, Jacques Demy, Carlos Fuentes, Benoîte Groult, Pauline Kael, Marthe Keller und Juri Oserow.

## Preisträger
- Goldene Palme: Padre Padrone – Mein Vater, mein Herr
- Bester Schauspieler: Fernando Rey in Elisa, mein Leben
- Beste Schauspielerin: Shelley Duvall in Drei Frauen und Monique Mercure in J.A. Martin Fotograf
- Beste Musik: Norman Whitfield für Car Wash
- Technischer Preis: Car Wash

## Weitere Preise
- FIPRESCI-Preis: Padre Padrone – Mein Vater, mein Herr
- FIPRESCI-Preis in der Parallel-Sektion: Neun Monate von Márta Mészáros
- Preis der Ökumenischen Jury: Die Spitzenklöpplerin und J.A. Martin Fotograf
- Bester Debütfilm: Die Duellisten